# Monte Cacciarello
Il Monte Cacciarello è un'altura che sorge a Roma sul lato destro del Tevere, facente parte dei Monti Parioli. Si trova nell'area nord-ovest della capitale, nel territorio del Municipio II di Roma.

## Origine del nome
Il nome deriva probabilmente da una nobile famiglia che vi si era stanziata.

## Monumenti e luoghi d'interesse
- Centro antico
- Antico ippodromo di Roma
- Villa Glori
- Villa Garibaldi

La zona edificata del colle è notevolmente cresciuta negli ultimi 20 anni.

## Parchi
- È presente nella zona un antico parco, denominato Parco dei Parioli, che dal 1997 fa parte integrante della Riserva naturale di Monte Mario.